# Der Zigeunerprimas
Ne doit pas être confondu avec Der Zigeunerprimas (film).
Der Zigeunerprimas (en français, Le Roi ou Le Prince des Tsiganes, aussi La Vedette Tzigane) est une opérette en trois actes d'Emmerich Kálmán sur un livret de Fritz Grünbaum et de Julius Wilhelm. Elle est donnée pour la première fois le 11 octobre 1912 au Johann Strauss-Theater à Vienne.

## Synopsis

### Premier acte
Un salon hongrois
En tant que primat des tziganes, Pali était très riche. Maintenant il est vieux et ne peut plus jouer de violon. Il reste à la maison et enseigne à ses 16 enfants (de trois lits). Un autre mariage avec sa jeune jolie nièce Juliska lui plairait, mais elle aime secrètement Laczi, un fils de Pali. Ce dernier étudie la musique à Paris et serait un digne héritier. Mais comme il aime la "musique académique", son père le déteste.
Le comte Irini apparaît et veut faire de Pali le premier violon et le chef d'un orchestre à Paris. Pali refuse d'abord, parce qu'il aime sa ville. Mais quand le comte lui préfère, à cause de l'âge, Laczi et aussi sa fille Sari, Pali signe finalement le contrat.

### Deuxième acte
La salle des fêtes du palais Irini, à Paris.
Le clou de la soirée est l'apparition de Pali. Peu avant, il est présenté au roi Heribert II, qui est à Paris sous le nom du "comte Estragon". Il se rappelle des temps glorieux du violoniste. À la surprise de Pali, le chef d'orchestre est Laczi, de même il reconnaît parmi les invités Juliska et Sari. Pali manifeste son désaccord avec la musique académique en faveur de la "musique qui vient du cœur".
Pali prévoit de se marier sa nièce Juliska immédiatement après le festival. Le comte Irini a aussi de tels intentions. Pour sortir de la faillite, il cherche une vieille comtesse riche, mais il s'intéresse aussi à Sari. Il quitte tout et part vivre auprès de Sari, Pali et la famille.
Mais au cours de la soirée, c'est Laczi qui a les félicitations du public.

### Troisième acte
Le boudoir du palais Irini.
Consterné, Pali se retire est amené au boudoir. On lui présente la grand-mère du comte qui fut son amour de jeunesse. À la demande de la vieille dame, ils discutent. Pali accepte l'amour entre Juliska et Laczi. Par ailleurs, il n'y a plus rien entre le comte Irini et Sari. Le vieux Pali accepte son fils et reconnaît son talent. Comme un symbole, il lui remet le violon au-dessus de la cheminée du boudoir.

## Enregistrements
- 1949 : Nordwestdeutscher Rundfunk – Franz Marszalek
Josef Metternich (Racz Pali); Julius Katona (Laczi); Annemarie Jürgens (Sari); Liselotte Losch (Juliska); Willy Hofmann (Comte Gaston Irini)
Line Music Service 5.00679 (2 CD)
- 1957 : Bayerischer Rundfunk – Werner Schmidt-Boelcke
Erich Kunz (Racz Pali); Rudolf Christ (Laczi); Liselotte Schmidt (Sari); Elfie Mayerhofer (Juliska); Kurt Wehofschitz (Comte Gaston Irini) ; Lina Carstens (La comtesse Irini, sa grand-mère)
Line Music Service 5.01294 (2 CD)
- 2005 : Bayerischer Rundfunk – Claus Peter Flor
Wolfgang Bankl (Racz Pali) ; Roberto Saccà (Laczi) ; Gabriele Rossmanith (Sari) ; Edith Lienbacher (Juliska) ; Zoran Todorovich (Comte Gaston Irini)
cpo 777 058-2 (2 CD)